# Alexandre de Telese

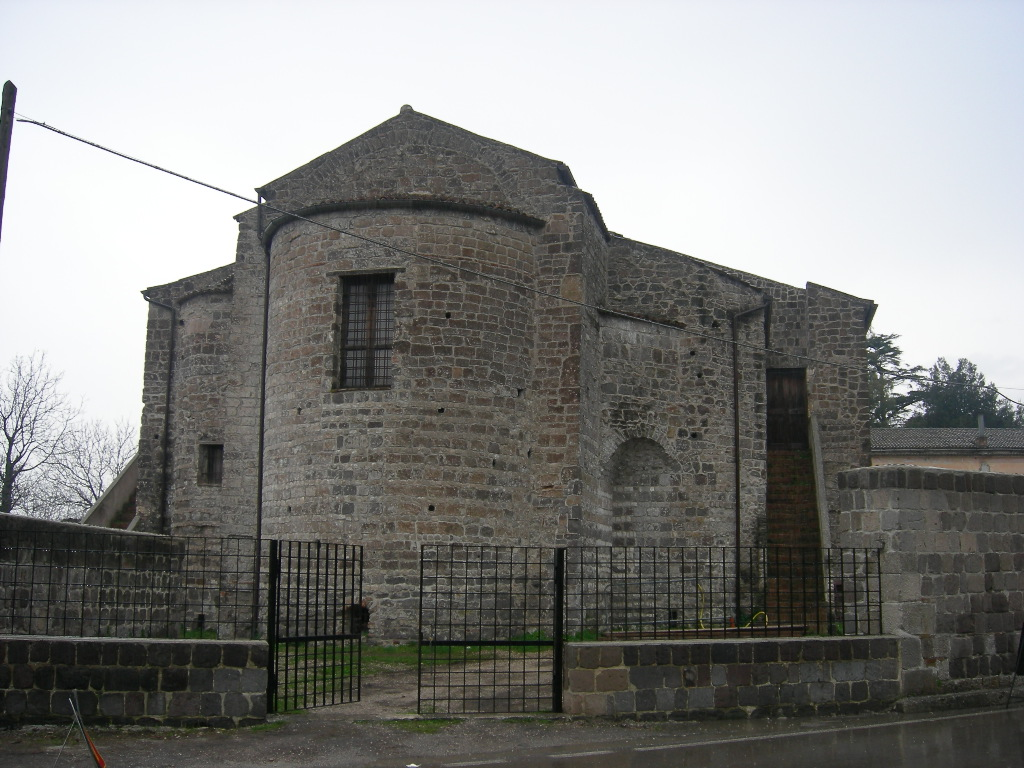

Alexandre de Telese (en latin : Alexander Telesinus ; en italien : Alessandro Telesino) est un abbé et un chroniqueur de langue latine vivant dans l'Italie méridionale de la première moitié du XIIe siècle.

## Biographie
Nous ne savons quasiment rien de lui. Selon Ferdinand Chalandon, Alexandre de Telese est très probablement étranger à l'Italie du Sud, car il montre peu de bienveillance envers les Lombards de la région. Alexandre est avant tout un religieux, un abbé (avant 1127) du monastère de Saint-Sauveur (San Salvatore), près de la petite cité de Telesium (aujourd'hui Telese Terme, en Campanie).
À la demande de Mathilde, demi-sœur du roi normand Roger II de Sicile, et épouse de Rainulf II d'Alife, Alexandre de Telese rédige en latin un ouvrage intitulé De Rebus Gestis Rogerii Siciliae Regis (1127 - c. 1140), ouvrage biographique du règne du roi Roger parvenue jusqu'à nous. Grâce à cette œuvre, qui est accompagnée d'une longue épître dédicatoire adressée à Roger II de Sicile, nous pouvons connaître avec précision les évènements dont le sud de l'Italie a été le théâtre de 1127 à 1136. Alexandre de Telese raconte surtout les guerres menées par Roger II contre ses vassaux rebelles.
Son œuvre constitue, avec celle de Falcon de Bénévent, l'une des deux sources principales pour l'histoire des premières années de la monarchie sicilo-normande.
Il meurt vraisemblablement avant 1144.